# Paddy Johns
Pour les articles homonymes, voir Johns.
Pas d'image ? Cliquez ici

a Compétitions nationales et continentales officielles uniquement.

b Matchs officiels uniquement.
Dernière mise à jour le 21/02/2017.
Patrick Stephen Johns, plus connu sous le nom de Paddy Johns, est né le 19 février 1968 à Portadown (Irlande du Nord). C’est un ancien joueur de rugby à XV, qui a joué avec l'équipe d'Irlande de 1990 à 2000, évoluant au poste de deuxième ligne (1,98 m et 110 kg).

## Carrière
Il a eu sa première cape internationale, à l’occasion d’un test match, le 27 octobre 1990 contre l'équipe d'Argentine.
Il a participé au Tournoi des Cinq Nations entre 1993 et 2000.
Paddy Johns a disputé les coupes du monde 1995 (4 matchs disputés) et 1999 (3 matchs joués).
Il a été dix fois capitaine de l'équipe d'Irlande.

## Palmarès
- 59 sélections
- Sélections par année : 1 1990, 3 1992, en 5 en 1993, 7 en 1994, 9 en 1995, 4 en 1996, 8 en 1997, 9 en 1998, 11 en 1999, 2 en 2000
- Tournois des cinq/six nations disputés: 1993, 1994, 1995, 1996, 1997, 1998, 1999, 2000
- Participation aux coupes du monde de 1995 et 1999.